# Wolf Heinrich von Baudissin den yngre
Wolf Heinrich von Baudissin, född den 1 september 1671, död den 24 juli 1748, var en sachsisk generallöjtnant.
von Baudissin utmärkte sig i slaget vid Gadebusch 1712 och upphöjdes 1741 till tyskt riksgrevligt stånd.